# Stazione di Santa Fiora
La stazione di Santa Fiora è stata una fermata ferroviaria posta lungo la ex linea ferroviaria a scartamento ridotto Arezzo-Fossato di Vico chiusa nel 22 maggio 1945 a causa dei bombardamenti della Seconda guerra mondiale; era a servizio della frazione Santa Fiora, nel comune di Sansepolcro.